# Martin Stropnický

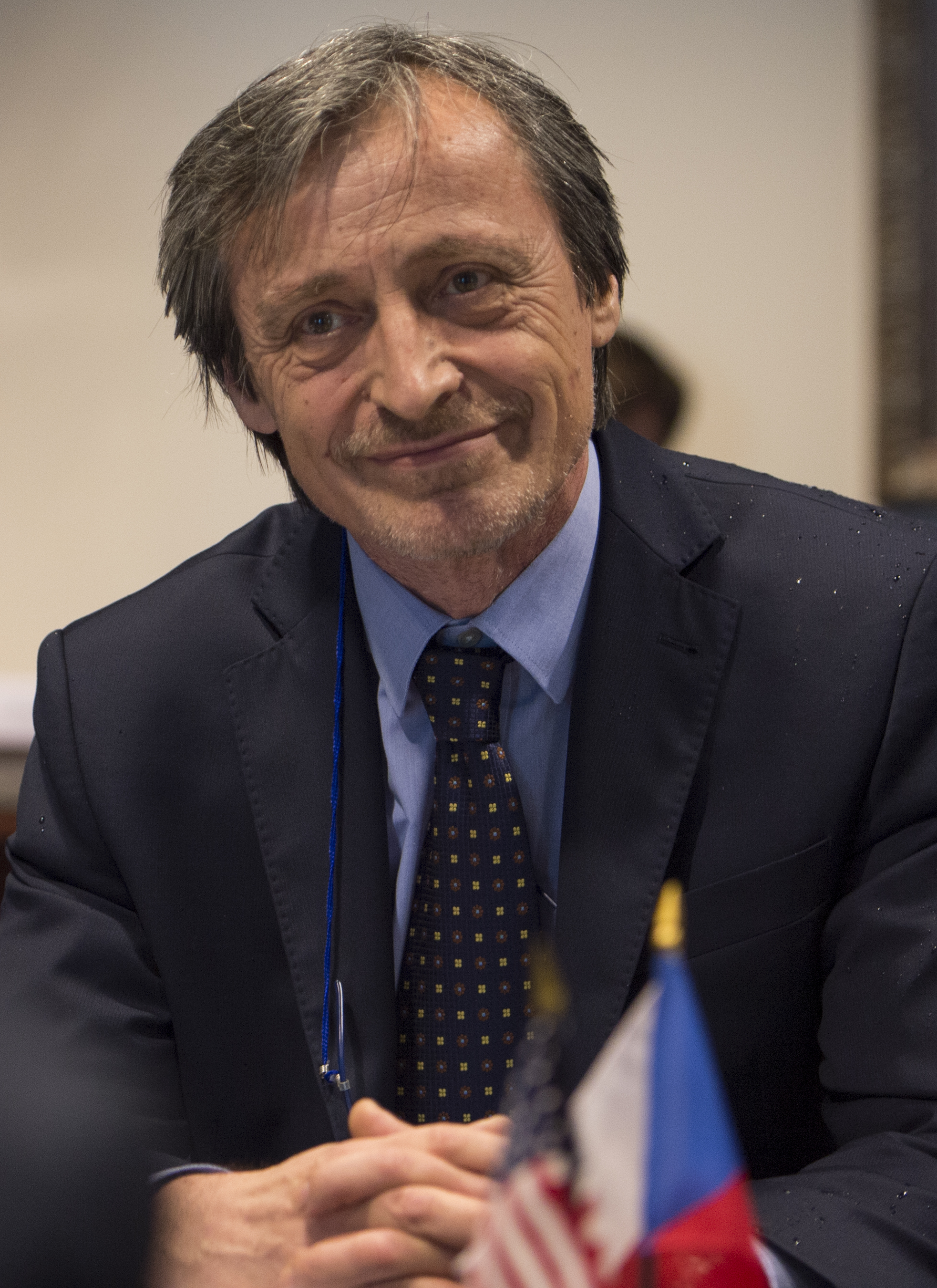
Martin Stropnický (2014)

Martin Stropnický (* 19. Dezember 1956 in Prag) ist ein tschechischer Schauspieler, Diplomat und Politiker der ANO 2011. Von Dezember 2017 bis Juni 2018 war er Außenminister der Tschechischen Republik.

## Leben
Stropnický verbrachte seine Kindheit u. a. in Italien und in der Türkei. Nach dem Abitur in Prag studierte er von 1976 bis 1980 an der Theaterfakultät der Akademie der Musischen Künste in Prag (DAMU) und nahm anschließend ein Engagement am städtischen Theater Prag an. Von 1986 an wirkte er am Prager Divadlo na Vinohradech (Theater in den Weinbergen).
Nach der samtenen Revolution trat Stropnický in den diplomatischen Dienst des tschechoslowakischen Außenministeriums ein. Von 1993 bis 1994 war er tschechischer Botschafter in Portugal, 1997–1998 in Italien. In der 1998 ernannten Übergangsregierung unter Ministerpräsident Josef Tošovský hatte Stropnický das Amt des tschechischen Kulturministers inne. Anschließend wurde Stropnický bis 2002 als Botschafter an den Heiligen Stuhl entsandt.  
Danach widmete Stropnický sich wieder seinem ursprünglichen Beruf als Schauspieler und Regisseur und wirkte auch als Kommentator für die Tageszeitung Mladá fronta Dnes. Bei den vorgezogenen Abgeordnetenhauswahlen 2013 wurde Stropnický für die Partei ANO 2011 ins tschechische Parlament gewählt.
In der am 29. Januar 2014 angelobten Regierung Bohuslav Sobotka übernahm Stropnický das Verteidigungsressort. Am 13. Dezember 2017 wurde er Außenminister und stellvertretender Ministerpräsident in der Regierung Andrej Babiš I. Die Regierung schied, nachdem sie die Vertrauensabstimmung im Abgeordnetenhaus nicht überstand, am 27. Juni 2018 aus dem Amt. Stropnický stand für eine neue Regierung nicht mehr zur Verfügung.
Ende September/Anfang Oktober 2018 trat er als Mitglied des tschechischen Parlaments und als stellvertretender Vorsitzender der Partei ANO 2011 zurück, da er tschechischer Botschafter in Israel wurde.
Stropnický war zweimal mit seiner ersten Frau Lucie verheiratet, aus der Beziehung gingen drei Kinder hervor. Sein Sohn Matěj Stropnický (* 1983) ist ebenfalls Schauspieler und war Politiker der Partei der Grünen. Später heiratete Martin Stropnický die Schauspielerin Veronika Žilková, mit der er eine Tochter hat. Ein zweites Kind starb kurz nach der Geburt.